# 金浦駅 (ソウル特別市)
金浦駅（キンポえき）は大韓民国ソウル特別市江西区にかつて存在した大韓民国鉄道庁金浦線の駅である。

## 歴史
- 1951年8月20日 - 開業[1]。
- 1980年7月1日 - 廃止[2]。

## 隣の駅
韓国鉄道公社
金浦線
若大駅 - 金浦駅